# Code Name: Viper
Code Name: Viper, conocido en Japón como Ningen Heiki: Dead Fox (人間兵器デッドフォックス Ningen Heiki Deddo Fokkusu?), es un videojuego de acción y plataformas desarrollado por Arc System Works y publicado por Capcom en 1990 para Nintendo Entertainment System. El jugador toma el control de un agente de las fuerzas especiales que debe combatir a un sindicato de drogas en Sudamérica.

## Argumento
El jugador toma el rol de Kenny Smith, nombre en clave «Viper», un agente del Regimiento 98° de Fuerzas Especiales. Su superior, el comandante Jones, le asigna la tarea de investigar un gran sindicato de drogas que cubre la mayor parte de Sudamérica (Venezuela, Brasil, Chile, Perú, Paraguay, Argentina, Bolivia). El objetivo de Smith es rescatar a un agente desaparecido en cada uno de los siete escondites del sindicato y descubrir pistas sobre el verdadero cerebro del sindicato.

## Modo de juego
El sistema de juego es similar al del videojuego arcade de Namco de 1986 Rolling Thunder, específicamente a su propia versión para NES. Al igual que en Rolling Thunder, el jugador puede saltar o dejarse caer entre pisos manteniendo el pad direccional hacia arriba o hacia abajo y presionando el botón de salto, así como entrar por puertas para obtener potenciadores o evitar enemigos. El jugador puede estar armado con una de dos armas (una pistola estándar o una ametralladora completamente automática para una potencia de fuego continua). Los elementos incluyen munición adicional para cualquiera de las armas, salud adicional, una extensión de tiempo y vidas adicionales. A diferencia de Rolling Thunder, el jugador puede disparar mientras salta y también puede cambiar de dirección en el aire.
Otra diferencia entre Rolling Thunder y Code Name: Viper es el énfasis añadido en rescatar rehenes, como el también similar Shinobi. A lo largo de las primeras siete etapas, el jugador puede encontrar civiles capturados, que le ofrecerán su gratitud, detrás de ciertas puertas. Para completar cada una de las primeras siete etapas, el jugador debe rescatar a un comando capturado que proporcionará las granadas necesarias para hacer estallar la obstrucción que bloquea la salida al final de cada etapa y avanzar en la trama. Al final de cada etapa, se verá a Kenny en una fogata con el comando rescatado, que proporcionará pistas que luego se muestran en una letra en blanco que lentamente comienza a ganar palabras y contorno.
Al igual que en Rolling Thunder, la fuerza y los patrones de ataque de los soldados enemigos estándar que el jugador se enfrentará es determinado por los colores de su vestimenta. Además de los soldados enemigos estándar, los jugadores se enfrentarán a otros adversarios como francotiradores, hombres rana, y maníacos. Hay un total de ocho etapas, con tres niveles de dificultad.

## Recepción
El videojuego recibió una puntuación de 60 en Famitsu.